# Microhyla pineticola
Microhyla pineticola es una especie de anfibio anuro de la familia Microhylidae.

## Distribución geográfica
Esta especie es endémica de Vietnam. Habita entre los 860 y 1850 m sobre el nivel del mar en la cordillera de Annamite sur en las provincias de Lâm Đồng y Đắk Lắk.

## Publicación original
- Poyarkov, Vassilieva, Orlov, Galoyan, Tran, Le, Kretova & Geissler, 2014 : Taxonomy and distribution of narrow-mouth frogs of teh genus Microhyla Tschudi, 1838 (Anura: Microhylidae) from Vietnam with descriptions of five new species. Russian Journal of Herpetology, vol. 21, p. 89–148.[3]